# Birdman (film)
Birdman je americký film z roku 2014. Natočil jej mexický režisér Alejandro González Iñárritu. Hlavní roli herce ve filmu ztvárnil Riggana Thomsona Michael Keaton, který se snaží dosáhnout úspěchu na Broadwayi. Film měl premiéru 27. srpna 2014 na Benátském filmovém festivalu a v kinech byl představen 17. října toho roku. Autorem hudby k filmu je jazzový bubeník Antonio Sánchez.
Film získal Zlatý glóbus za nejlepší scénář a herec Michael Keaton byl za roli Birdmana oceněn Zlatým glóbem za nejlepší mužský herecký výkon (komedie / muzikál). Na 87. předávání Oscarů film získal cenu za Nejlepší film, Nejlepší režiséra, Nejlepší scénář a Nejlepší kameru.

## Obsazení
- Michael Keaton jako Riggan Thomson / Birdman
- Edward Norton jako Mike Shiner
- Emma Stoneová jako Sam Thomson
- Naomi Watts jako Lesley
- Zach Galifianakis jako Jake
- Andrea Riseborough jako Laura
- Amy Ryan jako Sylvia Thomson
- Lindsay Duncan jako Tabitha Dickinson
- Merritt Wever jako Annie
- Jeremy Shamos jako Ralph
- Frank Ridley jako Pan Roth
- Katherine O'Sullivan jako Kostýmní asistentka
- Damian Young jako Gabriel

## Přijetí
Film vydělal 43,3 milionů dolarů v Severní Americe a 60,9 milionů dolarů v ostatních oblastech, celkově tak vydělal 104,2 milionů dolarů po celém světě. Rozpočet filmu činil 17 milionů dolarů. Za první víkend, kdy se film promítal pouze ve čtyřech kinech vydělal 106 099 dolarů, druhý víkend, kdy se promítal v padesáti kinech vydělal 1,38 milionů dolarů.
Film získal pozitivní kritiku a to především za režii, scénář, kameru a hraní (Keaton, Norton a Stone). Na recenzní stránce Rotten Tomatoes získal z 279 započtených recenzí 91 procent s průměrným ratingem 8,5 bodů z deseti. Na serveru Metacritic snímek získal z 49 recenzí 88 bodů ze sta. Na Česko-Slovenské filmové databázi snímek získal 66%.

## Ocenění a nominace
Michael Keaton získal svůj první Zlatý Glóbus v kategorii Nejlepší herec ve filmu (muzikál nebo komedie).
Na 87. ročníku předávání Oscarů film získal devět nominaci, včetně Nejlepšího filmu. Alejandro González Iñárritu získal cenu za Nejlepší režii. Film získal Oscara za Nejlepší film, Nejlepšího režiséra, Nejlepší původní scénář a Nejlepší kameru.